# 14号科罗拉多州州道
14号科罗拉多州州道（英語：Colorado State Highway 14，SH-14）是美国科罗拉多州北部的一条东西走向的州级公路，全长236.92英里（381.29），西起杰克逊县县治瓦尔登西南方接40号美国国道（US-40），向东走出落基山脉到科林斯堡接25號州際公路（I-25），继续向东至终点洛根縣的县治斯特林接6号美国国道（US-6）。

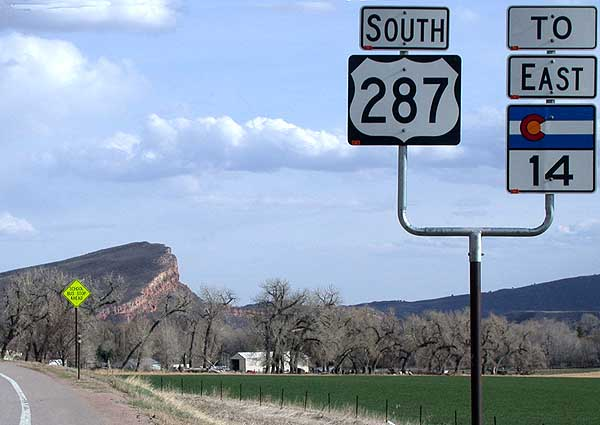
14号科罗拉多州州道与287号美国国道（US-287）交叉处的路牌，位于貝爾維尤以北